# 利韋濟鄉 (沃爾恰縣)
44°51′N 23°49′E / 44.850°N 23.817°E
利韋濟鄉（羅馬尼亞語：Comuna Livezi, Vâlcea），是羅馬尼亞的鄉份，位於該國西南部，由沃爾恰縣負責管轄，處於布加勒斯特以西180公里，每年平均降雨量1,062毫米，海拔高度249米，2002年人口2,516。